# Liu Xiaotong
Liu Xiaotong, född 16 februari 1990 i Dunhua, är en kinesisk volleybollspelare. Hon blev olympisk guldmedaljör i volleyboll vid sommarspelen 2016 i Rio de Janeiro.